# سانریو
سانریو (به انگلیسی: Sanrio) شرکت عمده‌فروشی ژاپنی است که در سال ۱۹۶۰ توسط شینتارو تسوجی تأسیس شد. این شرکت صاحب‌امتیاز طرح هلو کیتی است.

## هلو کیتی
شرکت سانریو سازنده صندل‌های پلاستیکی با طرح چاپی توت‌فرنگی بود. اما می‌خواست محصول پر‌فروش دیگری هم تولید کند. برای همین گروهی از طراحان جوان را برای ارائه طرحی «کاوایی» (به معنای بامزه و ملوس) استخدام کرد. طرح یوکو شیمیزو، گربه سفیدی با پاپیون قرمزی بر موهایش بود، او این طرح را در چند کشیده بود.
در آغاز، این طرح همراه با شش شخصیت تخیلی دیگر فقط روی کیف پول‌های کوچک چاپ شد. اما هلو کیتی از همه طرح‌های دیگر پر‌فروش‌تر شد و به سرعت تبدیل به پرفروش‌ترین محصول شرکت سانریو شد.
هلو کیتی تا سال ۲۰۲۴ برای شرکت سانریو بیش از ۸۰ میلیارد دلار سود داشته است.